# Deep Silent Complete
Deep Silent Complete is een lied van Nightwish, uitgebracht als de enige single van hun album
Wishmaster. Het lied was gewijd aan oceanen en de enige single voor het Wishmaster-album dat is uitgebracht door Spinefarm. Het bereikte nummer drie op de Finse singles-chart.
Het liedje bevat regels geschreven door William Shakespeare.

## Nummers
|    | Title                                        | Writers    | Length |
| -- | -------------------------------------------- | ---------- | ------ |
| 1. | "Deep Silent Complete"                       | Holopainen | 3:57   |
| 2. | "Sleepwalker" (nog niet uitgebrachte versie) | Holopainen | 3:06   |
| 3. | "Sleepwalker" (simpele versie)               | Holopainen | 2:55   |